# John B. Magruder
John Bankhead Magruder (1. maj 1807 – 19. februar 1871) var en amerikansk karriereofficer, som gjorde tjeneste i tre hære. Han var officer i den amerikanske hær under den Mexicansk-amerikanske krig, general i Sydstaternes hær under den amerikanske borgerkrig, og efter krigen var han general i den Kejserlige mexicanske hær. Magruder blev af sine venner i hæren kaldt "Prince John". Han blev mest kendt på sin indsats for at forsinke Unionens hær i at trænge op gennem Virginia halvøen i Peninsula kampagnen i 1862. Ved hjælp af allehånde kneb fik han sin modstander, generalmajor George B. McClellan til at tro, at han stod over for en stor hær, som han kun med forsgitighed kunne udmanøvrere, og sydstaterne fik på den måde tid til at samle tilstrækkelige styrker til at kunne besejre McClellan. Magruder huskes også for med held at have forsvaret byen og havnen i Galveston i Texas mod Unionens hær og flåde i starten af 1863.

## Tidlige år og karriere
Magruder blev født i Port Royal, Virginia. Hangik først på University of Virginia, hvor han som student havde lejlighed til at spise middag med den tidligere præsident Thomas Jefferson. Han fik eksamen fra West Point i 1830 og blev udnævnt til sekondløjtnant i 7. Infanteri regiment. Senere blev han overført til 1. artilleriregiment.
Magruder deltog i Anden Seminolekrig i Florida, og derefter under Winfield Scott i okkupationshæren i Mexico. Han blev midlertidig forfremmet til major for "modig og meritgivende opførsel" i slaget ved Cerro Gordo og til oberstløjtnant for sit mod under stormen på Chapultepec. Han gjorde tjeneste i grænseegnene i California og på Fort Leavenworth i Kansas Territoriet.
"Prince John" var høj og iøjnefaldende smuk. Han talte med en læspen, som dog forsvandt når han sang tenor, hvad han ofte gjorde. Det var hans fritidsbeskæftigelse at komponere sange og lave koncerter og amatør teaterforestillinger, hvilket fjernede en del af ensformigheden ved garnisonstjeneste i fredstid. Denne åre for skuespil kom ham vel til gode i borgerkrigen.

## Borgerkrigen
Ved borgerkrigens start blev Magruder tildelt artilleriet i garnisonsstyrkerne i Washington, D.C.. Han tog imidlertid sin afsked fra hæren da hans hjemstat Virginia trådte ud af Unionen. Herefter blev han udnævnt til brigadegeneral i den konfødererede hær. Han blev snart efter forfremmet til generalmajor. Under Peninsula kampagnen havde han kommandoen over en lille hær, som forsvarede Virginia halvøen under Peninsula kampagnen. Denne hær blev indlemmet som en division i Army of Northern Virginia den 12. april 1862.
Under slaget ved Yorktown lykkedes det
for Magruder fuldstændig at vildlede McClellan om hvor stor eller rettere lille en styrke han stod overfor. Magruder flyttede til stadighed rundt på sine kanoner og skød løs når unionstropper viste sig i terrænet, så fjenden fik indtryk af at stå overfor en stor og aggressiv modstander. Denne taktik fik McClellans Army of the Potomac til at bruge uger på unødige forsinkelser og bragte Magruder ros fra sine overordnede general Joseph E. Johnston. Magruder klarede sig imidlertid dårligt og uden tilstrækkelig aggressivitet i det efterfølgende Syvdagesslag. Nogle hævdede at det skyldtes kraftig alkoholindtagelse mens andre peger på det uophørlige stress det var at holde McClellan stangen. I Slaget ved Malvern Hill, det sidste i de syv dage, ledte lokale vejvisere ham og hans mænd på vildspor, og de nåede først frem stil slagmarken med betydelig forsinkelse. Ordrerne fra den nye hærfører Robert E. Lee om at angribe, der var afsendt tidligere på dagen, men var uden tidsangivelse nåede først frem til Magruder, da han endelig nåede på plads nogle timer senere. Han antog fejlagtigt at det var nye ordrer, og han blev bekræftet i troen da nye ordrer ankom fra Lee, som på baggrund af fejlagtige efterretninger bekræftede angrebet. Magruders udførelse af ordrerne, som om de var aktuelle og korrekte medførte et ukoordineret angreb og betydelige tab, uden at noget blev vundet. Da Lee senere inspicerede slagmarken undrede han sig over at leder på slagmarken kunne finde på at gennemføre et angreb under disse omstændigheder. Da han spurgte Magruder: "Hvorfor angreb De?", svarede Magruder, "Fordi det var Deres ordre, gentaget to gange".
Lee reorganiserede sin hær efter Syvdagesslaget, og fjernede de ledere han mente var ineffektive, og Magruder blev snart overført til at lede militærdistrikterne Texas, New Mexico og Arizona.
Den 1. januar 1863 vandt Magruders styrker slaget ved Galveston, og generobrede byen og havnen. Den Første konfødererede kongres udsendte en officiel tak:
| Citat | ... Den dristige, frygtløse og modige adfærd fra generalmajor J. Bankhead Magruder, oberst Thomas Green, major Leon Smith og andre officerer samt Texas Rangers og soldater, som deltog i angrebet og sejren over land- og søstridskræfter fra fjenden ved Galveston, den 1. januar 1863, gør dem fortjent til Kongressen og landets tak. ... Denne brilliante dåd, som med Guds vilje resulterede i erobringen af dampkrigsskibet Harriet Lane, sejren over fjenden og dennes æreløse flugt fra havnen i Galveston viser tydeligt at overlegen styrke kan overvindes med mod og snilde. | Citat |
|       | |       |

Fra august 1864 til marts 1865 havde Magruder kommandoen over militærområdet Arkansas, men vendte derefter tilbage til militærområdet Texas, New Mexico og Arizona i de sidste måneder af krigen, indtil hele området vest for Mississippifloden blev overgivet af General Edmund Kirby Smith.

## Efter krigen
Efter krigen flygtede Magruder til Mexico og gik i tjeneste hos kejser Maximilian 1. af Mexico som generalmajor i den kejserlige arme. I 1867 bukkede kejserens styrker under for en belejring og kejseren blev henrettet. Magruder vendte tilbage til De Forenede Stater og bosatte sig i Houston, Texas, hvor han døde i 1871. Han ligger begravet på Episcopal Cemetery i Galveston, stedet for hans største militære sejr.

## Æresbevisninger
En række steder er blevet opkaldt efter John Magruder:
- Fort Magruder, et konfødereret tilholdssted under slaget ved Williamsburg.

- Magruder i York County, Virginia, en lille by ved Williamsburg. Under 2. Verdenskrig, ca. 1943, blev alle indbyggerne tvangsflyttet af United States Navy og byen blev en del af et militærområde ved navn Camp Peary. Fra 1951 blev området kaldt "Armed Forces Experimental Training Activity", og uofficielt er det kendt, at det anvendes af CIA og har øgetnavnet "The Farm". Det er stadig meget svært at få adgang til området (2005).

- Magruder Boulevard (State Route 134), en vigtig forbindelsesvej, som går fra Hampton, Virginia ind i York County.

## Yderligere læsning
- Latimer, Jon, Deception in War, London: John Murray, 2001, ISBN 0-7195-5605-8.
- Settles, Thomas M., John Bankhead Magruder: A Military Reappraisal, Louisiana State University Press, 2009, ISBN 978-0-8071-3391-0.